# Wereldbeker boogschieten 2007
De tweede editie van de wereldbeker boogschieten vond plaats in 2007. Ze bestond uit vier wedstrijden en een finalewedstrijd op 24 november in Dubai. Mannen en vrouwen konden individueel en in teamverband meedoen. Er werd geschoten met de recurveboog en met de compoundboog.

## Finale
| M/V                    | Onderdeel              | Goud               | Zilver              | Brons |
| Mannen                 |                        |                    |                     |       |
| Recurve - individueel  | Balzjinima Tsyrempilov | Juan René Serrano  | Alan Wills          |       |
| Compound - individueel | Jorge Jimenez          | Braden Gellenthien | Roberval dos Santos |       |
| Vrouwen                |                        |                    |                     |       |
| Recurve - individueel  | Dola Banerjee          | Choi Eun-Young     | Natalja Jerdynieva  |       |
| Compound - individueel | Petra Ericsson         | Sofia Gontsjarova  | Jamie Van Natta     |       |

## Stages

### Stage 1
Stage 1 werd 1-6 april 2007 gehouden in Ulsan, Zuid-Korea.
| M/V                    | Onderdeel                                                 | Goud                                                          | Zilver                                                   | Brons |
| Mannen                 |                                                           |                                                               |                                                          |       |
| Recurve - individueel  | Wang Cheng Pang                                           | Kuo Cheng Wei                                                 | Balzjinima Tsyrempilov                                   |       |
| Recurve - team         | KOR Lee Chang-Hwan Im Dong-Hyun Park Kyung-Mo             | ITA Ilario Di Buò Michele Frangilli Marco Galiazzo            | FRA Jocelyn de Grandis Romain Giroulle Thomas Aubert     |       |
| Compound - individueel | Jorge Jimenez                                             | Reza Zamaninejad                                              | Fred van Zutphen                                         |       |
| Compound - team        | IRI Majid Ahmadi Parviz Sadeghimaeibody Reza Zamaninejad  | GBR Chris White Liam Grimwood Neil Wakelin                    | FRA Dominique Genet Sebastien Brasseur Stephane Dardenne |       |
| Vrouwen                |                                                           |                                                               |                                                          |       |
| Recurve - individueel  | Park Sung-Hyun                                            | Choi Eun-Young                                                | Yun Ok-Hee                                               |       |
| Recurve - team         | KOR Yun Mi-Jin Yun Ok-Hee Park Sung-Hyun                  | POL Iwona Marcinkiewicz Justyna Mospinek Malgorzata Cwienczek | GBR Alison Williamson Charlotte Burgess Naomi Folkard    |       |
| Compound - individueel | Anna Kazantseva                                           | Sofia Gontsjarova                                             | Foury Akadiani Kusumaniah                                |       |
| Compound - team        | RUS Anna Kazantseva Sofia Gontsjarova Oktyabrina Bolotova | USA Jahna Davis Joayn Fleury Jamie Van Natta                  | FRA Amandine Bouillot Joanna Chesse Valerie Fabre        |       |

### Stage 2
Stage 2 werd 30 april-5 mei 2007 gehouden in Varese, Italië.
| M/V                    | Onderdeel                                         | Goud                                                      | Zilver                                                   | Brons |
| Mannen                 |                                                   |                                                           |                                                          |       |
| Recurve - individueel  | Michele Frangilli                                 | Balzjinima Tsyrempilov                                    | Thomas Aubert                                            |       |
| Recurve - team         | GBR Larry Godfrey Simon Terry Alan Wills          | AUS David Barnes Tim Cuddihy Michael Naray                | USA Peter Carney Brady Ellison Vic Wunderle              |       |
| Compound - individueel | Braden Gellenthien                                | Jorge Jimenez                                             | Roberval dos Santos                                      |       |
| Compound - team        | USA Braden Gellenthien Logan Wilde Reo Wilde      | FRA Jean Marc Beaud Sebastien Brasseur Dominique Genet    | IRI Majid Ahmadi Parviz Sadeghimaeibody Reza Zamaninejad |       |
| Vrouwen                |                                                   |                                                           |                                                          |       |
| Recurve - individueel  | Lee Hye-Yeon                                      | Natalja Jerdynieva                                        | Hanna Marusava                                           |       |
| Recurve - team         | CHN Chen Ling Zhang Juanjuan Guo Dan              | POL Malgorzata Cwienczek Justyna Mospinek Wioleta Myszor  | KOR Jung Seung-Hwa Kim Yu-Mi Lee Hye-Yeon                |       |
| Compound - individueel | Petra Ericsson                                    | Jamie Van Natta                                           | Gladys Willems                                           |       |
| Compound - team        | FRA Amandine Bouillot Joanna Chesse Valerie Fabre | RUS Anna Kazantseva Sofia Gontsjarova Oktyabrina Bolotova | USA Jahna Davis Joahn Fleury Jamie Van Natta             |       |

### Stage 3
Stage 3 werd 28 mei-2 juni 2007 gehouden in Antalya, Turkije.
| M/V                    | Onderdeel                                              | Goud                                                      | Zilver                                              | Brons |
| Mannen                 |                                                        |                                                           |                                                     |       |
| Recurve - individueel  | Kim Yeon-Chul                                          | Im Ji-Wan                                                 | Juan René Serrano                                   |       |
| Recurve - team         | RUS Bair Badenov Balzjinima Tsyrempilov Ilia Sidorin   | NED Pieter Custers Wietse van Alten Ron van der Hoff      | UKR Pavlo Bekker Markijan Ivasjko Oleksandr Serdyuk |       |
| Compound - individueel | Sebastien Brasseur                                     | Braden Gellenthien                                        | Thomas Hasenfuss                                    |       |
| Compound - team        | FRA Jean Marc Beaud Sebastien Brasseur Dominique Genet | DEN Kasper Christensen Martin Damsbo Erik P. Nielsen      | GBR Simon Froggatt Liam Grimwood Chris White        |       |
| Vrouwen                |                                                        |                                                           |                                                     |       |
| Recurve - individueel  | Natalja Jerdynieva                                     | Choi Eun-Young                                            | Lee Sung-Jin                                        |       |
| Recurve - team         | KOR Choi Eun-Young Lee Tuk-Young Park Sung-Hyun        | ITA Pia Carmen Lionetti Elena Perosini Natalia Valeeva    | CHN Chen Ling Guo Dan Zhang Juanjuan                |       |
| Compound - individueel | Anna Kazantseva                                        | Jahna Davis                                               | Gladys Willems                                      |       |
| Compound - team        | USA Jahna Davis Joahn Fleury Jamie Van Natta           | RUS Oktyabrina Bolotova Sofia Gontsjarova Anna Kazantseva | ITA Anastasia Anastasio Laura Longo Eugenia Salvie  |       |

### Stage 4
Stage 4 werd 31 juli-5 augustus 2007 gehouden in Dover, Groot-Brittannië.
| M/V                    | Onderdeel                                             | Goud                                                        | Zilver                                              | Brons |
| Mannen                 |                                                       |                                                             |                                                     |       |
| Recurve - individueel  | Balzjinima Tsyrempilov                                | Alan Wills                                                  | Simon Terry                                         |       |
| Recurve - team         | ITA Ilario di Buò Marco Galiazzo Mauro Nespoli        | GER Florian Floto Jan Christopher Ginzel Sebastian Rohrberg | GBR Larry Godfrey Simon Terry Alan Wills            |       |
| Compound - individueel | Jorge Jimenez                                         | Sebastien Brasseur                                          | Braden Gellenthien                                  |       |
| Compound - team        | USA Joshua Binger Braden Gellenthien Logan Wilde      | GBR James Forbes Mark Franklin Chris White                  | SUI Kevin Burri Patrizio Hofer Ruedi Hotz           |       |
| Vrouwen                |                                                       |                                                             |                                                     |       |
| Recurve - individueel  | Dola Banerjee                                         | Zhang Juanjuan                                              | Malgorzata Cwienczek                                |       |
| Recurve - team         | GBR Charlotte Burgess Naomi Folkard Alison Williamson | ITA Pia Carmen Lionetti Elena Perosini Elena Tonetta        | IND Dola Banerjee Bombayla Devi L. Chekrovolu Swuro |       |
| Compound - individueel | Jamie Van Natta                                       | Petra Ericsson                                              | Sofia Gontsjarova                                   |       |
| Compound - team        | VEN Martha Flores Luzmary Guedez Carolina Montes      | INA Lilies Handayani Lilies Heliarti Dellie Threesyadinda   | GBR Stephanie Crang Nicky Hunt Emma Parker          |       |